# إيزيدورو ألونسو
إيزيدورو ألونسو (بالإسبانية: Isidoro Alonso)‏ هو مجدف أوروغواياني، (ولد في مونتفيدو في الأوروغواي 1896  م).

## وصلات خارجية
- إيزيدورو ألونسو على موقع الاتحاد الدولي للتجديف (الإنجليزية)
- إيزيدورو ألونسو على موقع اللجنة الأولمبية الدولية (الإنجليزية)
- إيزيدورو ألونسو على موقع أوليمبيديا (الإنجليزية)